# Werntrop
Werntrop ist ein Ortsteil der Stadt Schmallenberg in Nordrhein-Westfalen.

## Geografie

### Lage
Das Dorf liegt rund 6 km westlich von Schmallenberg am Fuße des Ösenbergs in einer Höhe von 419 m über NN. Durch Werntrop führt die Landstraße 737. Um das Dorf liegt das Landschaftsschutzgebiet Offenlandkomplex Werntrop/Selkentrop/Felbecke.

### Nachbarorte
Angrenzende Orte sind Bracht, Kückelheim, Selkentrop und Felbecke.

## Geschichte
Mit der Gründung des Klosters Grafschaft im Jahre 1072 wurde auch Werntrop erstmals urkundlich erwähnt. Belegt ist auch, dass die Familie von Heygen aus Heggen im 14. Jahrhundert Besitzungen in Werntrop besaß.
Bis zu kommunalen Neugliederung in Nordrhein-Westfalen gehörte Werntrop zur Gemeinde Wormbach im so genannten Hawerland. Seit dem 1. Januar 1975 ist Werntrop ein Ortsteil der Stadt Schmallenberg.

## Kapelle St. Agatha
Auf dem „kalten Hof“ in Werntrop steht die Kapelle St. Agatha. Die im Renaissancestil erbaute Kapelle mit 3/8 Schluss, rundbogigen Fenstern mit Bleiverglasung sowie mit einem achteckigen Dachreiter versehene Kapelle wurde Mitte des 17. Jahrhunderts erbaut. Eine Vorgängerkapelle wurde bereits vor dem 16. Jahrhundert erwähnt. Der Altar in der Kapelle ist aus der Erbauungszeit. Dargestellt sind links die Hl. Agatha, rechts der Hl. Nikolaus. In der Mitte steht eine gotische Pietà aus dem 15. Jahrhundert. Das Wandkreuz auf der linken Seite ist aus dem 13. Jahrhundert.
Sie wurde 1988/89 innen und außen restauriert.

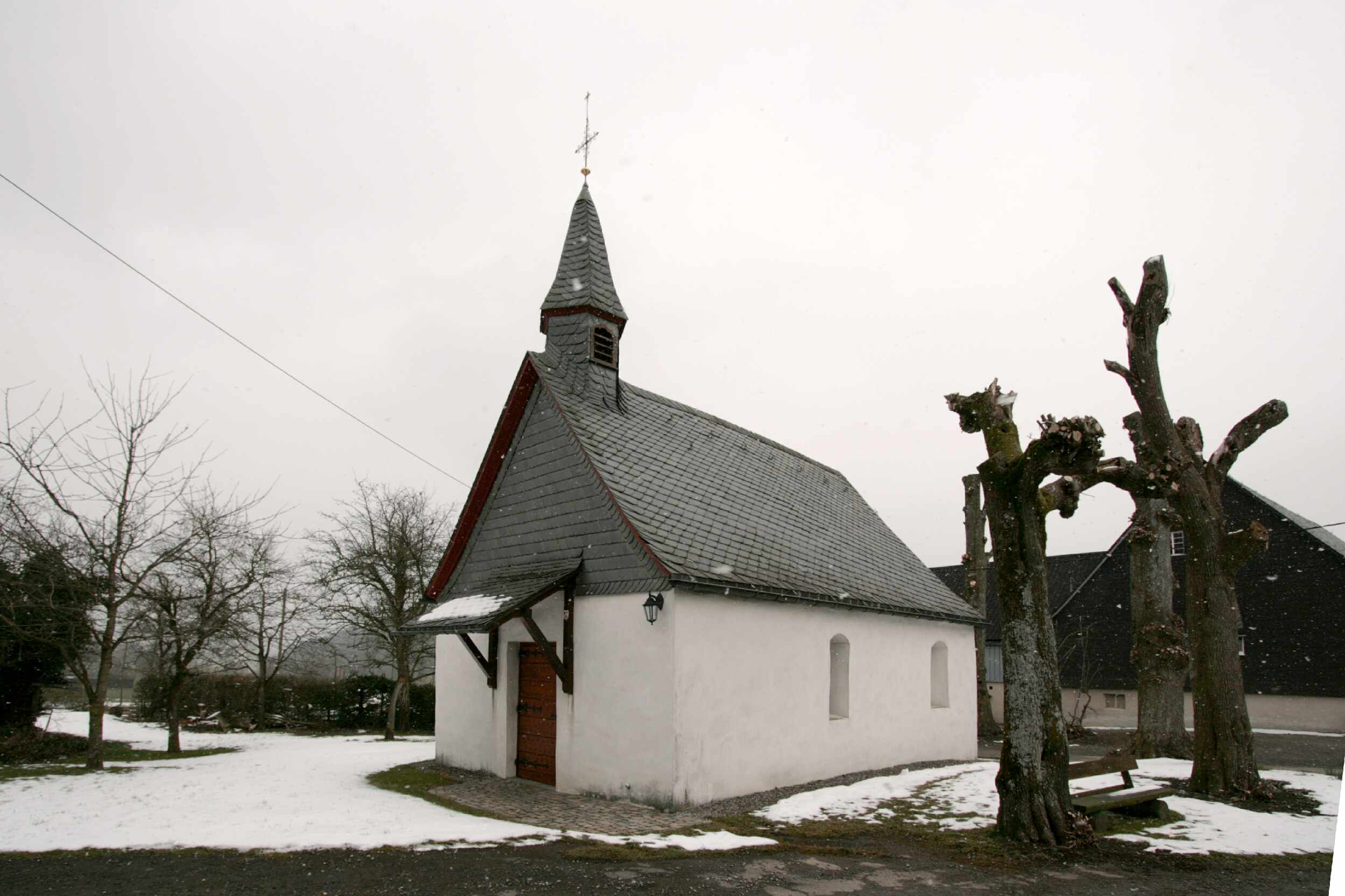
Kapelle St. Agatha Werntrop
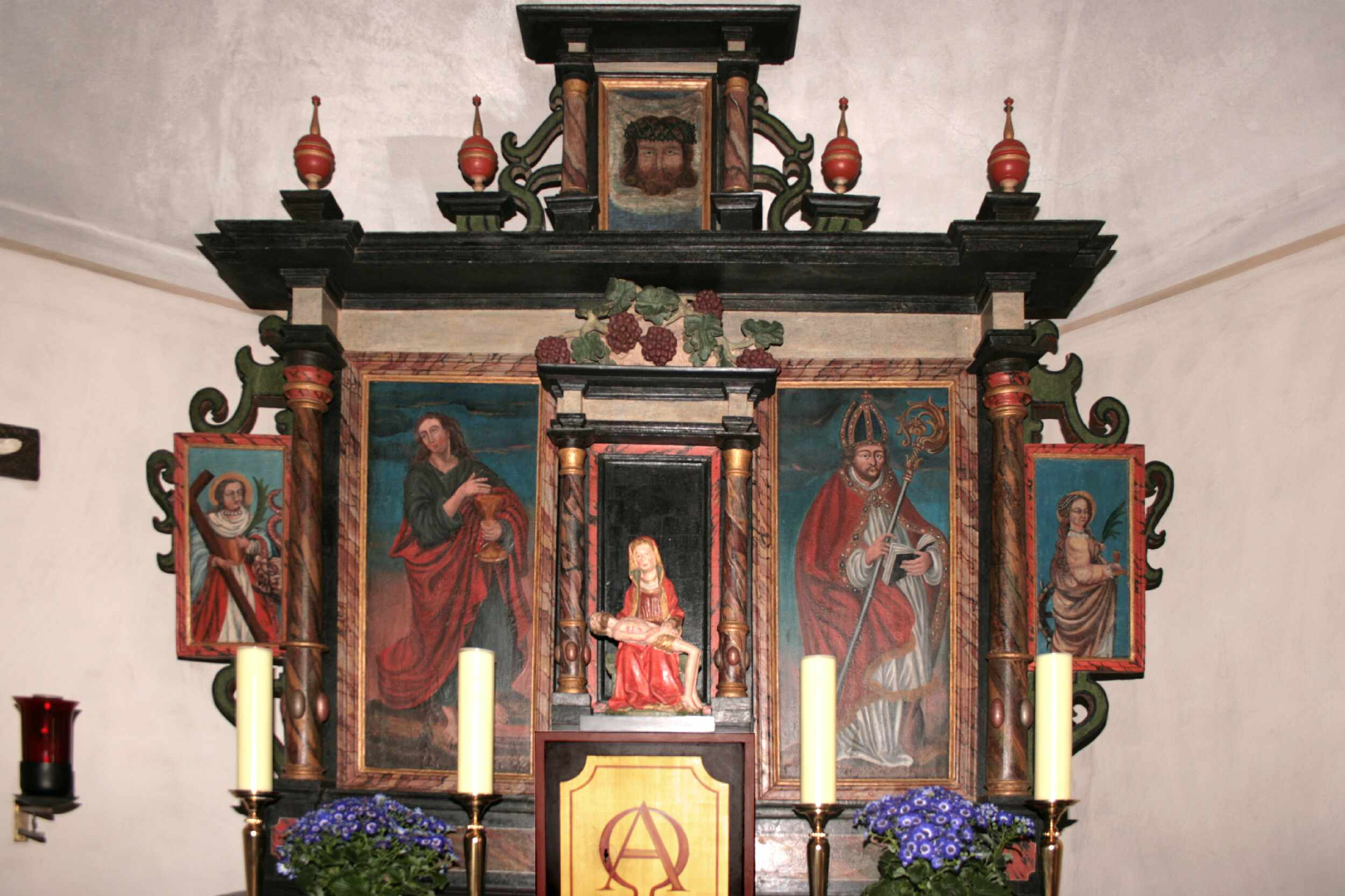
Altar in der Kapelle
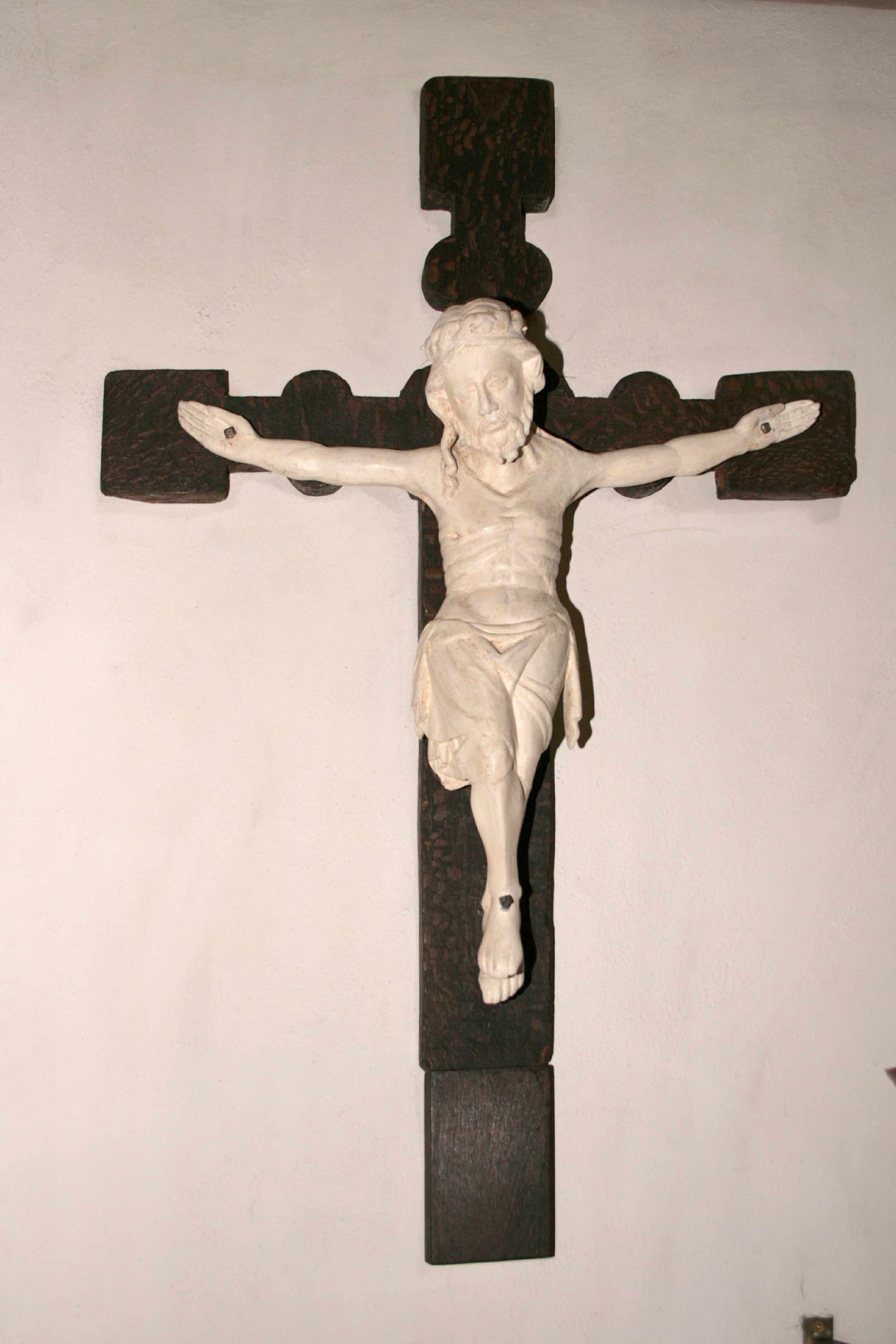
Kreuz aus dem 13. Jahrhundert

## Werntroper Mühle

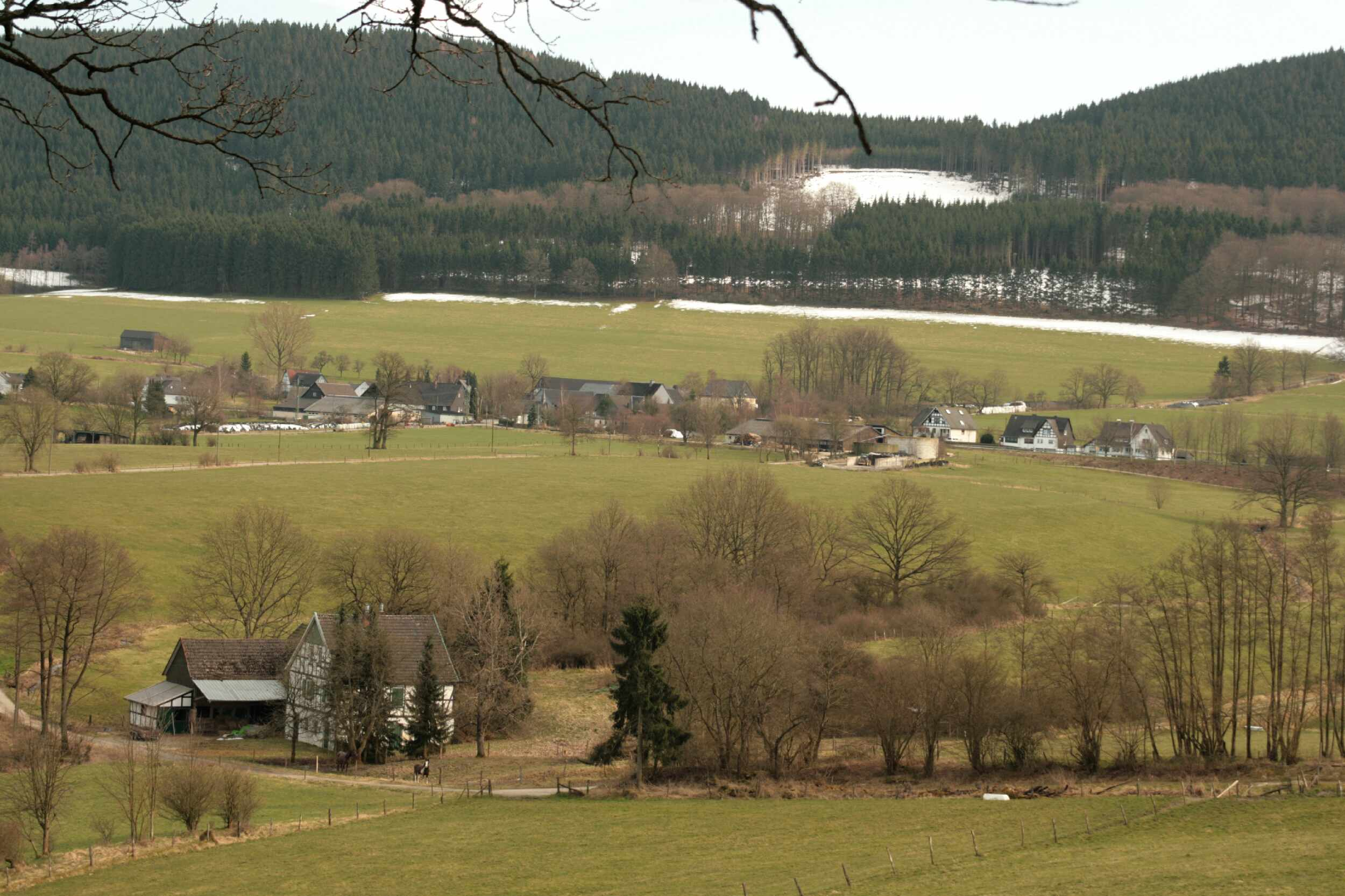
Werntroper Mühle, im Hintergrund Werntrop

Der unterhalb des Hülsberg und des Auergang entspringende Bruchbach sowie die in den Wiesen entspringenden Quellen speisten den unterhalb des Dorfes liegenden ehemaligen Mühlenteich der Werntroper Mühle. Diese Mühle liegt innerhalb der Landwehr, welche die Heidenstraße nach Norden hin absicherte. Sie verläuft heute noch gut erkennbar vom Sattel des Kahlenberges bei Bracht, die Mühle einbeziehend, den Bruchbach querend, über den Sattel, das Hagensiepen ebenfalls querend, unterhalb des Grünebergs bis an die heutige Landstraße L737. Die Heidenstraße verläuft fast parallel hierzu durch den Ort, über den Ostenberg Richtung Wormbach.